# Gastines
Gastines (auch: Gastines-en-Anjou) ist eine französische Gemeinde mit 166 Einwohnern (Stand: 1. Januar 2022) im Département Mayenne in der Region Pays de la Loire; sie gehört zum Arrondissement Château-Gontier und zum Kanton Cossé-le-Vivien. Die Einwohner werden Gastinais genannt.

## Geographie
Gastines liegt etwa 30 Kilometer südwestlich von Laval. Umgeben wird Gastines von den Nachbargemeinden Cuillé im Norden und Westen, Laubrières im Osten und Nordosten, Ballots im Osten und Südosten sowie Fontaine-Couverte im Süden und Westen.

## Bevölkerungsentwicklung
| Jahr                       | 1962 | 1968 | 1975 | 1982 | 1990 | 1999 | 2006 | 2019 |
| -------------------------- | ---- | ---- | ---- | ---- | ---- | ---- | ---- | ---- |
| Einwohner                  | 230  | 239  | 200  | 168  | 166  | 162  | 193  | 168  |
| Quellen: Cassini und INSEE |      |      |      |      |      |      |      |      |

## Sehenswürdigkeiten
- Kirche Notre-Dame-de-l'Assomption aus dem 11. Jahrhundert mit Umbauten aus dem 15./16. Jahrhundert

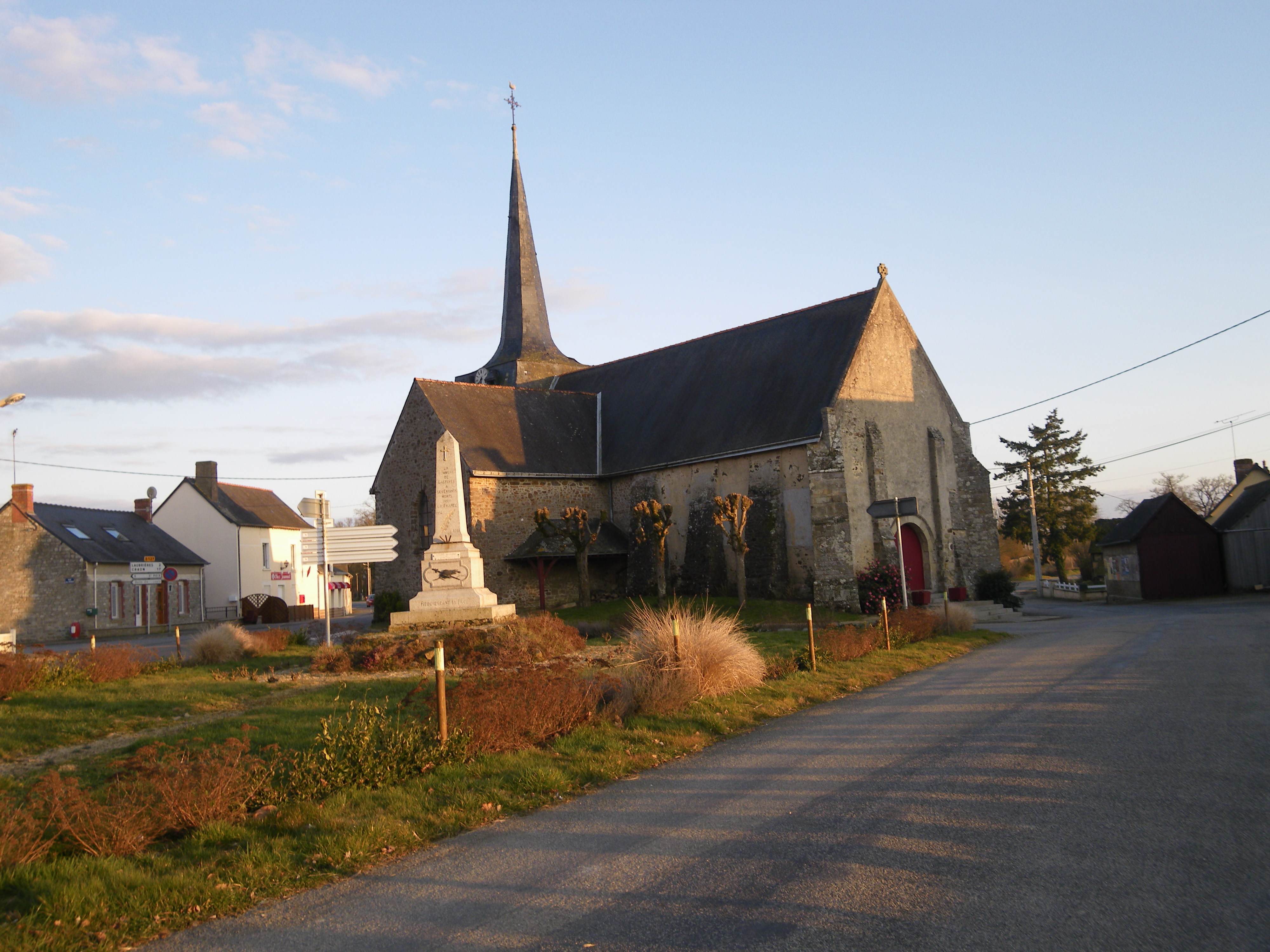
Kirche Notre-Dame-de-l’Assomption